# Die Goldinsel
Die Goldinsel ist der Prosa-Erstling von Ricarda Huch aus dem Jahr 1888 – dem zweiten Jahr ihrer fast zehnjährigen Zürcher Zeit.

## Inhalt
Der portugiesische Edelmann Diego Pacheco hatte zu Anfang des 16. Jahrhunderts als Offizier unter Gouverneur Lopez de Sequeira in Malakka gedient. Nach dem viel zu frühen Tod seiner Frau gibt Pacheco die einzige Tochter Gloria daheim in Lissabon in Pflege und will auf Entdeckerfahrten über die Weltmeere sein Leid vergessen. Nach der Rückkehr stellt er König Manuel die Entdeckung der sagenumwobenen Goldinsel in Aussicht. Pacheco bekommt vom goldgierigen König sein Schiff, sticht in See und gerät aber bei den Malaien über mehrere Jahre in die Sklaverei. Zusammen mit dem 17-jährigen einheimischen Sklaven Ranwas gelingt dem 38-jährigen Pacheco die Flucht.
Nach Lissabon heimgekehrt, fällt Pacheco aus allen Wolken. König Manuel hat sich Pachecos Besitz angeeignet und begehrt auch noch die inzwischen herangewachsene Jungfrau Gloria. Bei der Begegnung mit König Manuel behält Pacheco einen kühlen Kopf. Er leitet mit königlicher Duldung eine zweite Fahrt zur Goldinsel in die Wege. Diesmal wird er von Gloria und Ranwas begleitet. Gloria hat sich angelesen, die Goldinsel heiße Cipangu. Dorthin führt die monatelange Seereise.
Pacheco hat schon für die nächste Reise einen Plan parat. Er will sich an seinem König Manuel rächen; will den Herrscher zu der Goldinsel geleiten und das portugiesische Schiff kurz vor der Landung mit dem König, mit sich und der Mannschaft verbrennen. Pacheco will zuvor, also auf der aktuellen Reise, Gloria und Ranwas, die sich ganz am Ende der langen Seefahrt ihre Liebe gestehen, nach der Entdeckung des goldenen Paradieses – auf der Insel des Glücks, durchsetzt mit goldenen Bergen – zurücklassen. Es kommt anders. Als endlich Land in Sicht ist – Ricarda Huch lässt offen, ob es sich um die Goldinsel handelt – geht das Schiff unter; wird mit Mann und Maus vom Ozean verschlungen.

## Rezeption
Pacheco, Gloria und Ranwas kommen bei dem finalen Schiffsuntergang mit dem ersehnten Ziel vor Augen um. Der Leser wird von dem Ereignis überrascht. Brekle notiert, Pachecos Schiff gehe „durch die Auswirkung eines Sturmes“ unter. Der Leser blättert. Ricarda Huch schreibt zu dem unerwarteten Ereignis: Pacheco „sah bleich und aufgeregt aus. ‚Die Strömung ist reißend‘, sagte er mit rauher Stimme, ‚es ist, als ob wir in einen Strudel kämen.‘“
Oben unter Punkt Inhalt wurde ein herausragendes Element der Erzählung, das Brekle mit „Darstellung von Idealvorstellungen, dem Streben nach Verwirklichung gerechter Lebensformen“ umschreibt, verschwiegen. Vor allem Gloria tritt mehrfach als Ricarda Huchs Sprachrohr auf, wenn königliche Willkürherrschaft und schwerwiegende Unterdrückung des freiheitsliebenden Menschen am Pranger stehen.
Brekle statuiert dazu am Ende seiner Besprechung des Textes: „… das katastrophale Ende der für Gleichheit und Gerechtigkeit Kämpfenden ist noch unumgänglich.“

## Buchausgaben
- Ricarda Huch: Die Goldinsel und andere Erzählungen. Ausgewählt und mit einem Nachwort versehen von Wolfgang Brekle (enthält: Die Goldinsel. Die Hugenottin. Teufeleien. Patatini. Fra Celeste. Der Weltuntergang. Das Judengrab. Der letzte Sommer). Union Verlag, Berlin 1972 (Lizenzgeber: Atlantis Verlag, Freiburg im Breisgau und Insel Verlag, Frankfurt am Main), 376 Seiten (verwendete Ausgabe)